# Коломбел
Коломбел (фр. Colombelles) насеље је и општина у северној Француској у региону Доња Нормандија, у департману Калвадос која припада префектури Кан.
По подацима из 2011. године у општини је живело 5442 становника, а густина насељености је износила 762,18 становника/km². Општина се простире на површини од 7,14 km². Налази се на средњој надморској висини од 40 метара (максималној 49 m, а минималној 2 m).

## Демографија
| 1962. | 1968. | 1975. | 1982. | 1990. | 1999. | 2011. |
| ----- | ----- | ----- | ----- | ----- | ----- | ----- |
| 5.122 | 5.668 | 5.566 | 5.306 | 5.695 | 6.242 | 5.442 |

График промене броја становника у току последњих година